# Дубровка (Всеволожки район)
Дубровка (на руски: Дубровка) е селище от градски тип в Русия, разположено във Всеволожки район, Ленинградска област. Населението му към 1 януари 2018 година е 7139 души.